# Età del rame
L'Età del rame, indicata anche con i termini Eneolitico, Calcolitico o (più raramente) Cuprolitico, è un periodo della Preistoria considerato come la tappa di transizione tra le industrie litiche del Neolitico (età della pietra levigata) e la metallurgia dell'Età del bronzo.  In Europa, questo periodo si colloca generalmente tra il 3500 e il 2200 a.C., anche se le date possono variare leggermente a seconda della regione. 

## Etimologia
"Calcolitico" è un termine moderno composto dal greco χαλκός (chalkós, 'rame') e λίθος (líthos, 'pietra'). Il termine è utilizzato in particolare per designare tutte le culture, anche quelle che non utilizzano il rame, ma contemporanee a quelle che invece lo usano.
"Eneolitico" è anch'esso un termine moderno, composto invece dal latino aēneus ('rame') e ancora dal greco λίθος. Proposto da Gaetano Chierici nel 1844, è usato soprattutto nell'Europa sud-occidentale.
"Cuprolitico", infine, è analogo ai termini precedenti, solo che per l'idea di "rame" utilizza il nome latino cuprum, da aes cyprium, poi aes cuprum, cioè 'rame di Cipro'; a sua volta, il termine cuprum deriva dal nome greco di Cipro, Κύπρος (kýpros), isola dove il rame veniva estratto.

## Nascita del concetto di Età del rame
Dal 1836 era consuetudine degli archeologi dividere la Preistoria con il sistema delle tre età, di Christian Jürgensen Thomsen: Età della pietra, Età del bronzo, Età del ferro. Nel 1865 l'inglese John Lubbock divise ulteriormente l'età della Pietra in due periodi: Paleolitico e Neolitico.
L'inserimento dell'Età del rame tra Neolitico ed Età del bronzo fu proposto dall'archeologo ungherese Ferenc Pulszky, prima durante una conferenza di Budapest e nel 1883 attraverso una sua pubblicazione. Lo studioso aveva giustificato tale modifica mettendo in luce le peculiari caratteristiche sociali, economiche e tecnologiche di quest'epoca rispetto alla precedente e alla successiva.

## Caratteri generali
In quest'epoca i metalli come oro, argento e rame sono utilizzati nel quadro di un artigianato secondario, mentre la parte essenziale degli strumenti rimane di pietra o di osso, ricavati con le già note arti della scheggiatura e della levigatura.
In ambito europeo spesso si evita il termine "Calcolitico", preferendo "Età del rame", mentre gli archeologi del Vicino Oriente lo impiegano abitualmente. L'Età del rame nel Vicino Oriente antico, nel Caucaso e nei territori indiani inizia alla fine del V millennio a.C.
A differenza di quello del bronzo e del ferro, l'utilizzo del rame sembra essere coesistito per un lungo periodo con quello della pietra, senza apportare grandi sconvolgimenti socio-economici nelle civiltà che lo conoscevano. I ritrovamenti archeologici attestano inoltre che l'utilizzo del rame riguarda culture contemporanee e vicine ad altre che lo ignoravano e ad altre ancora che già possedevano il bronzo.
Questa scarsa incidenza dell'utilizzo del rame sulle culture preistoriche si deve probabilmente spiegare con le difficoltà e gli scarsi benefici di questa nuova tecnica. Il rame si può raccogliere allo stato naturale (rame nativo) in modeste quantità e il minerale deve essere martellato prima di essere fuso a circa 1000 °C. La produzione è dunque casuale a confronto con l'industria litica e riguarda principalmente pezzi di modeste dimensioni, mentre le produzioni litiche sono generalmente più raffinate.

## In Europa

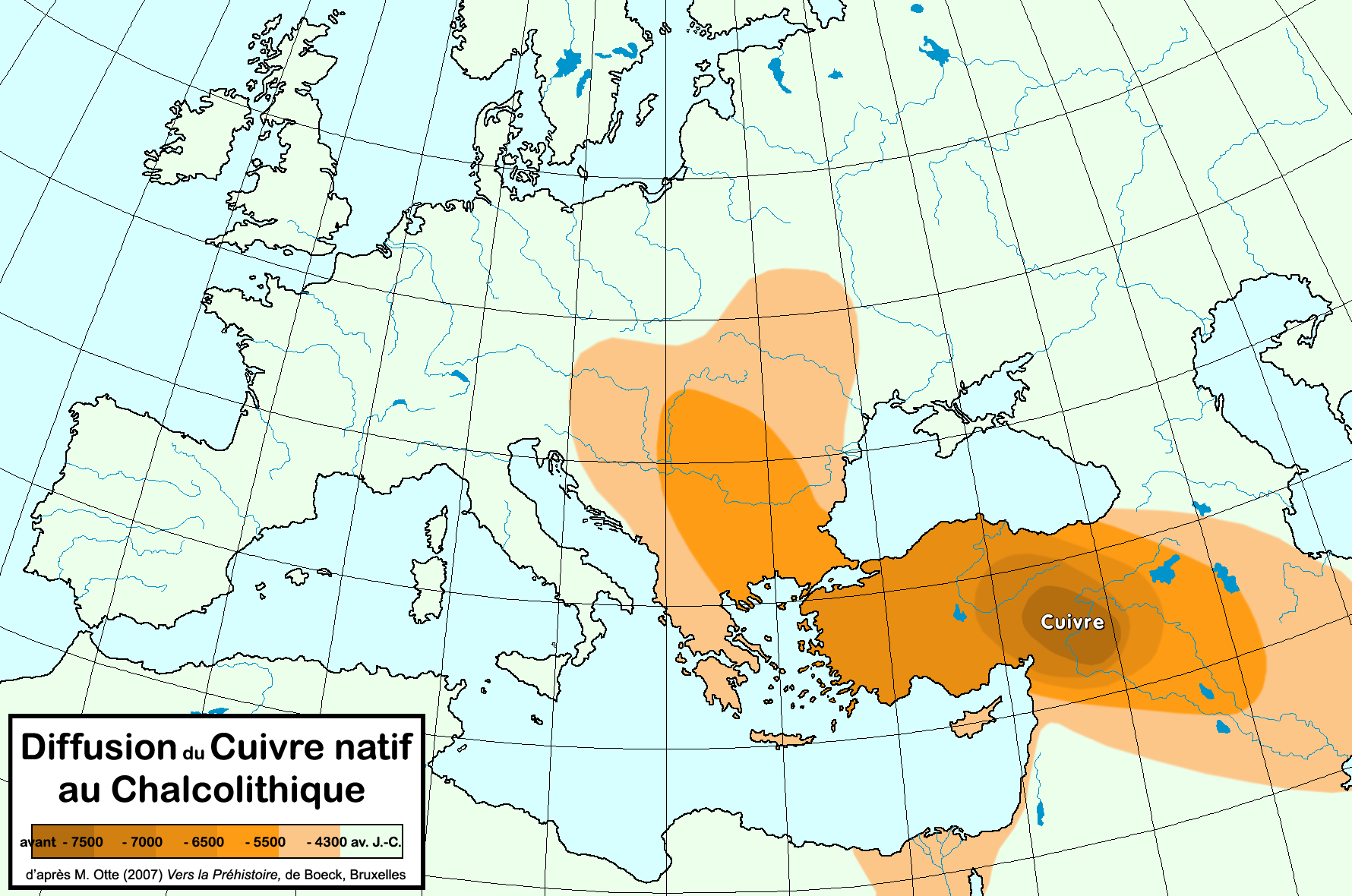
Mappa di diffusione dell'uso del rame nativo durante il Calcolitico

Nell'Europa occidentale l'iniziale diffusione di un artigianato in rame, a partire dalla metà del V millennio a.C. potrebbe essere avvenuta a partire dalle regioni dell'Egeo grazie a una via commerciale danubiana, ma sembra comunque essere stata molto limitata. Sulla costa atlantica la più importante produzione metallica sembra essere stata quella dell'oro, fino all'introduzione del bronzo che segna il vero inizio dell'Età dei metalli.
Tra le caratteristiche delle culture calcolitiche europee si riconoscono:
- La tecnica litica del "ritocco a pressione", che permetteva una finezza ineguagliata per mezzo del distacco successivo di piccole schegge di materiale;
- L'incremento delle pratiche agricole grazie anche all'aratro (il cui uso è attestato anche in ambito rituale nell'area megalitica di Saint-Martin-de-Corléans ad Aosta, a ulteriore riprova della fondamentale importanza di questo strumento nella vita produttiva);
- L'emergere di differenze sociali e di ruoli di potere e controllo, indiziati dai dati provenienti dai contesti funerari e dall'iconografia figurativa dei reperti studiati.

Tra le evidenze archeologiche e monumentali principali dell'Età del rame si annoverano:
- Il bicchiere campaniforme, presente in molte regioni del Mediterraneo occidentale e dell'Europa; in Italia per esempio la cultura del Gaudo;
- La costruzione di megaliti, in particolare sulla costa atlantica europea (Carnac in Bretagna, Stonehenge in Inghilterra), le statue stele e le stele antropomorfe nelle regioni mediterranea e alpina (Francia meridionale, Corsica, Sardegna, Lunigiana, Aosta e Sion in Svizzera, Arco in Trentino), oltre alle incisioni rupestri, rinvenute nelle Alpi Retiche (Valtellina, Val Camonica, Alto Adige) e Marittime (Monte Bego).
- I megaliti della Bulgaria databili tra il 4500 e il 4000 a.C.;
- I megaliti svizzeri riconducibili alla cultura di Pfyn e databili intorno al 3700 a.C.;
- Il corpo mummificato di un uomo preistorico (tra i più recenti ritrovamenti), noto come la mummia del Similaun e successivamente soprannominato Ötzi. Questi nomi derivano da quello del luogo del ritrovamento, il ghiacciaio del Similaun, nelle Alpi Venoste al confine tra l'Alto Adige e la valle di Ötz in Austria. Tra gli oggetti rinvenuti nel 1991 assieme al corpo, datato al 3.330 a.C., c'era anche un'ascia in rame, il che indica che la lavorazione del metallo in questa parte dell'Europa era già presente almeno 5.300 anni fa, cioè 500 anni prima di quanto precedentemente ritenuto.[9]
- Un successivo ritrovamento di un'ascia di rame a Prokuplje in Serbia, datata al 5.500 a.C., che ha ulteriormente anticipato a 7.500 anni fa l'utilizzo di oggetti in rame.[10]

## In Africa
In Egitto nel sito di Naqada (4000-3200 a.C. circa), vi sono asce piatte, ceselli, coltelli con manico in osso e spille, riferibili all'Età del rame.

## In Asia

### Vicino Oriente

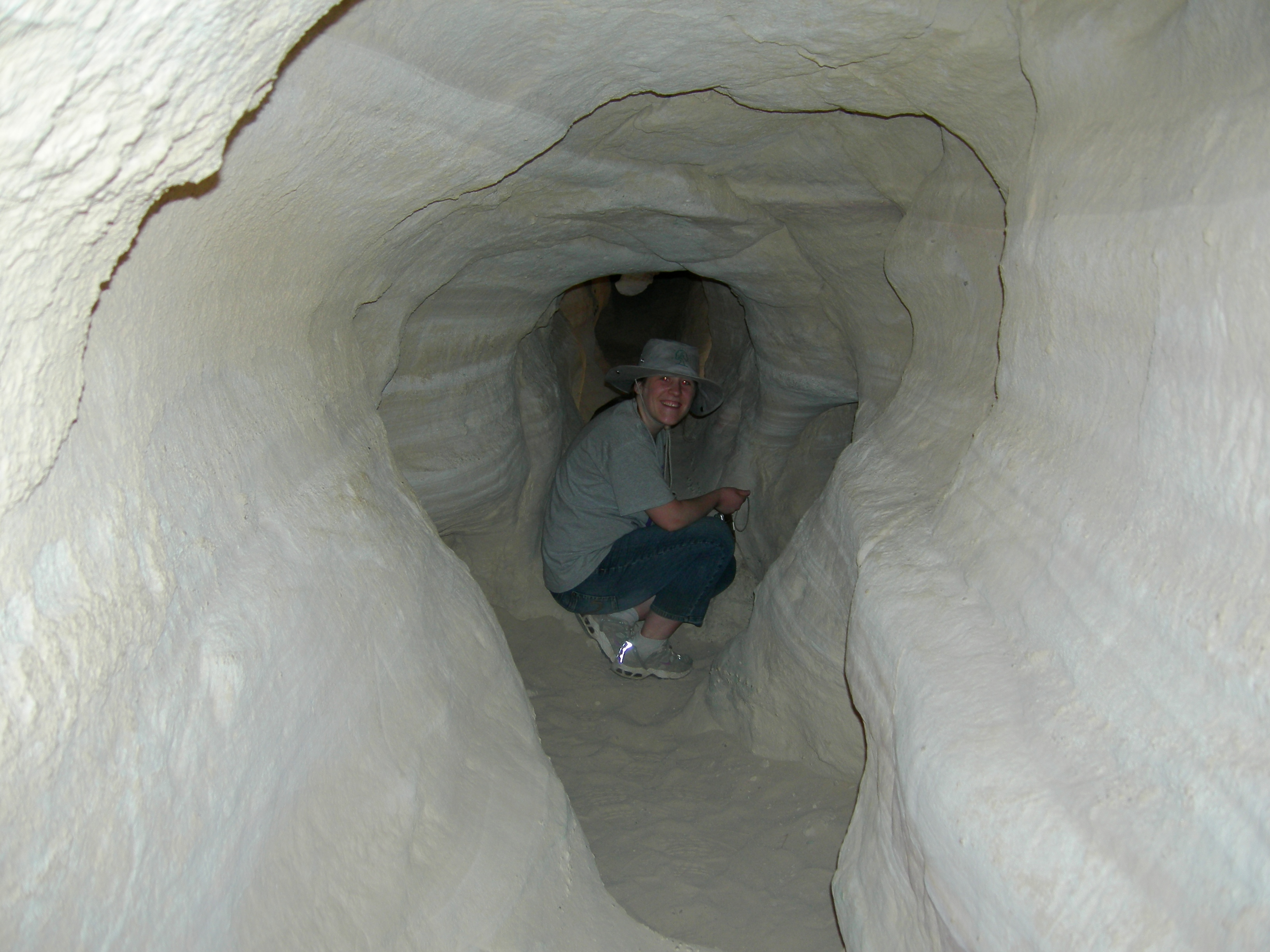
Miniera di rame di epoca calcolitica nella Valle del Timna, deserto del Negev, Israele

A Cipro, indubbiamente per influsso anatolico, si ritrovano oggetti in rame nel sito di Ambelikou, dove la ceramica rossa permette la datazione a un periodo compreso tra il 2300 e il 2000 a.C.
A Troia gli scavi di Schliemann ne rivelano la presenza già nei livelli più antichi; gli oggetti in rame si moltiplicano poi ai livelli II e III (2300-2100 a.C.).

### Asia meridionale
Gli abitanti di Mehrgarh in Asia meridionale avevano strumenti in rame tra il 7700 e il 3300 a.C.

### Estremo Oriente
Nel V millennio a.C. iniziano ad apparire manufatti in rame in Estremo Oriente, appartenenti a culture quali la Jiangzhai e la Hongshan.

## Mesoamerica
Meno comunemente, per le civiltà mesoamericane, il termine "Età del rame" viene applicato al periodo in cui esse iniziarono ad usare il rame a seguito del contatto con i conquistatori europei.